# Włodzimierz Iwan
Włodzimierz Iwan; zm. 10 grudnia 1288) – książę wołyński, syn Wasylka Romanowicza. Tak jak inni ruscy książęta był zależny od Nogaja władcy mongolskiej Złotej Ordy.
Przed objęciem tronu latopisy odnotowują jego udział w wyprawach przeciw Litwie i Polsce i ślub z księżniczką briańską Olgą Romanowną. Po objęciu tronu w 1269 rozpoczął wojnę z Jaćwingami, jednak wskutek niepowodzeń był zmuszony prosić o zawarcie pokoju.
W 1274 odpierał atak na swoje włości księcia Trojdena, który mścił się za zabicie przez jego ojca trzech braci Trojdena.
W 1279 Nogaj polecił Włodzimierzowi i jego kuzynowi Lwu Halickiemu zaatakować Litwę, i przysłał na pomoc swoje wojska. Włodzimierz niechętnie udał się w kierunku Nowogródka, jednak tam już byli Tatarzy. Dlatego też po naradzie ze swoimi sojusznikami księciem łuckim Mścisławem i Jurijem Lwowiczem zdecydowali się skierować na Grodno. Wyprawa zakończyła się sukcesem pod Grodnem oraz wzięciem okupu.
W 1280 zmuszony był uczestniczyć w wojnie Lwa Halickiego o tron polski przeciw Leszkowi Czarnemu. W 1282 Nogaj i Töle Buka zażądali, aby książęta ruscy zaatakowali Węgry. Włodzimierz w związku ze złym stanem zdrowia pozostał w domu, a jego wojska dołączyły do wojsk Jerzego Lwowicza. Podczas wyprawy Bolesław II mazowiecki zaatakował księstwo halickie. W rewanżu powracający z wyprawy książę halicki wraz z Włodzimierzem i wojskami litewskimi zaatakowali jego wojska i uzyskali zwycięstwo.
W 1283 według rozkazu Töle Buki Włodzimierz znów zaatakował Polaków, ale z powodu rozwijającej się choroby szybko się wycofał. Nie mając syna, a nie chcąc przekazywać swojej ziemi ani Lwu Halickiemu, ani jego synowi Jerzemu, zdecydował się przekazać swoją ziemię księciu łuckiemu Mścisławowi Daniłowiczowi. Dodatkowo ustalił z Mścisławem, że swojej żonie Oldze i córce Izjasławie oddaje miasto Kobryń, i zobowiązuje księcia do niewydawania Izjasławy za mąż bez zgody żony.